# 社群網站機器人
社群網站機器人是一種聊天機器人，除了一般的閒聊功能與任務導向聊天，另外也能在社群網路平台的基礎上與使用者做溝通，藉由在與使用者互動聊天過程中了解使用者，同時也可以推薦使用者一些如商品等多媒體貼文,如現在常在社群媒體看到的行銷機器人，達成社群分享的基本機制，可設定機器人要分享的行銷多媒體貼文等，也可藉由分析使用者分享貼文或按讚喜好等,再將貼文分享給適合的人,也可設定自動回復留言,一種社群網站上的虛擬助理。

## 背景與功能
「社群機器人」 是在一般聊天機器人與社交機器人的基礎上而發展的一種在網路時代的數位軟體應用，著重在網路平台上社群互動，藉由社群平台本身龐大的數據與演算法，長時間互動以了解使用者，累積數據知識等，進而推薦
使用者多媒體資訊，如推薦使用者認識其他使用者或商品等，猶如一般人類交友時的推薦機制，只是社群機器人擔任了類似虛擬朋友的角色

## 差異
社群機器人，除了一般目前常見看到聊天機器人如IBM Watson(問答系統),Siri(任務導向),微軟小冰(對話閒聊) ,Github的 Hubot(目前僅能做命令傳達式,簡單的命令轉譯或彙整各網路平台訊息)，目前也朝著能在與人溝通上能通過一定的圖靈測試測試，達到與其他人類交流溝通融入一般人類生活如朋友般，藉由社群平台資訊分享的特性，分享新知與知識貼文等。

## 其他應用
目前最常見的社群平台機器人是客服或商業行銷機器人，如在Line與Facebook平台上，藉由編寫特定的關鍵字來達到與使用者互動回答問題等，另外也有很多行銷機器人平台如 Dialogflow, Chatfuel 已經可設定接近自然語言處理方式去處理聊天訊息,進而推送到各社交媒體等。

## 相關連結
- 機器人與社群平台 （页面存档备份，存于）
- Tico情緒感知聊天機器人 （页面存档备份，存于）
- Chatfuel Facebook個人化聊天編輯平台 （页面存档备份，存于）
- Dialogflow Google個人化聊天編輯平台 （页面存档备份，存于）
- 社群平台上聊天機器人運用 （页面存档备份，存于）
- 耶魯大學社交機器人學實驗室 （页面存档备份，存于）
- MIT 媒體實驗室個人機器人小組 （页面存档备份，存于）
- 社群機器人應用 （页面存档备份，存于）
- Pablo 開源社交機器人 （页面存档备份，存于）
- 虛擬網紅(米凱菈) （页面存档备份，存于）

1. ↑  . bnext.com.tw.   [2017-06-15]. （原始内容存档于2017-06-15）.
2. ↑  . bnext.com.tw.   [2020-01-22]. （原始内容存档于2020-01-22）.
3. ↑  . moneydj.com.   [2017-09-22]. （原始内容存档于2017-11-24）.
4. ↑  . inside.com.tw.   [2018-11-25]. （原始内容存档于2020-04-11）.